# René Schneider (General)

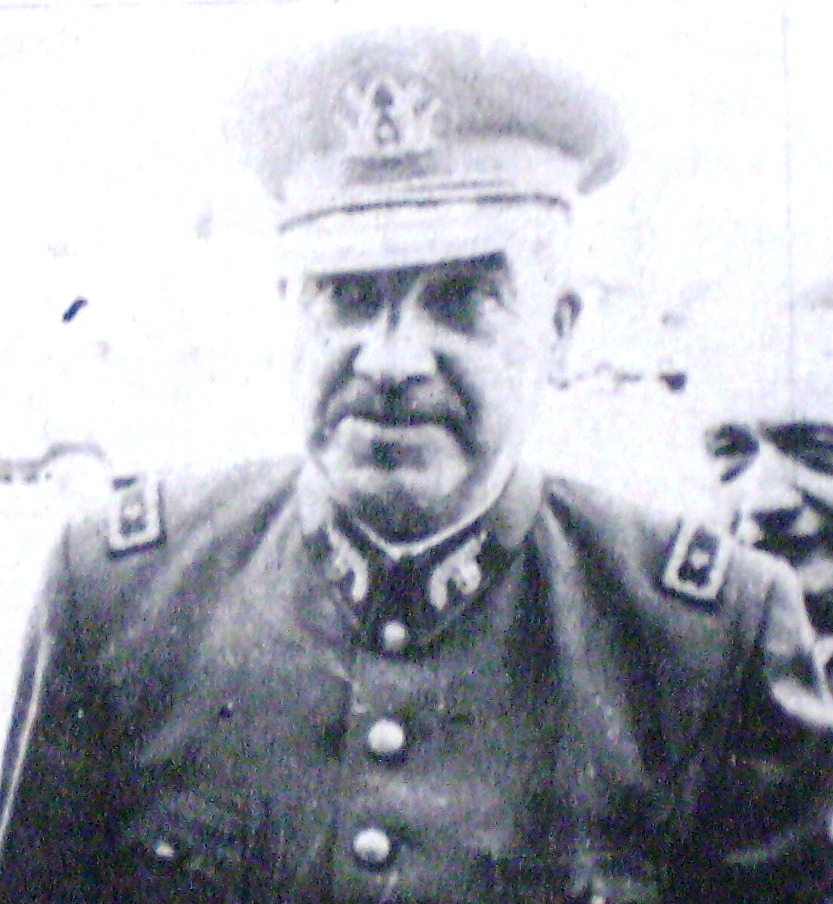
René Schneider

René Schneider Chereau (* 31. Dezember 1913 in Concepción; † 25. Oktober 1970 in Santiago de Chile) war ein deutschstämmiger chilenischer General und Oberbefehlshaber des Militärs. Er wurde 1970 bei einem Entführungsversuch erschossen. Die damalige US-Regierung wollte mit seiner Entführung die Wahl Salvador Allendes im chilenischen Nationalkongress verhindern.

## Leben
René Schneider besuchte bereits im Alter von 15 Jahren eine Militärschule und schloss diese 1930 ab. In seiner Laufbahn diente er unter anderem als Professor in einer Militärakademie und als Kommandeur eines Infanterieregiments. Am 27. Oktober 1969 wurde er von Eduardo Frei Montalva zum Oberbefehlshaber der chilenischen Streitkräfte ernannt.

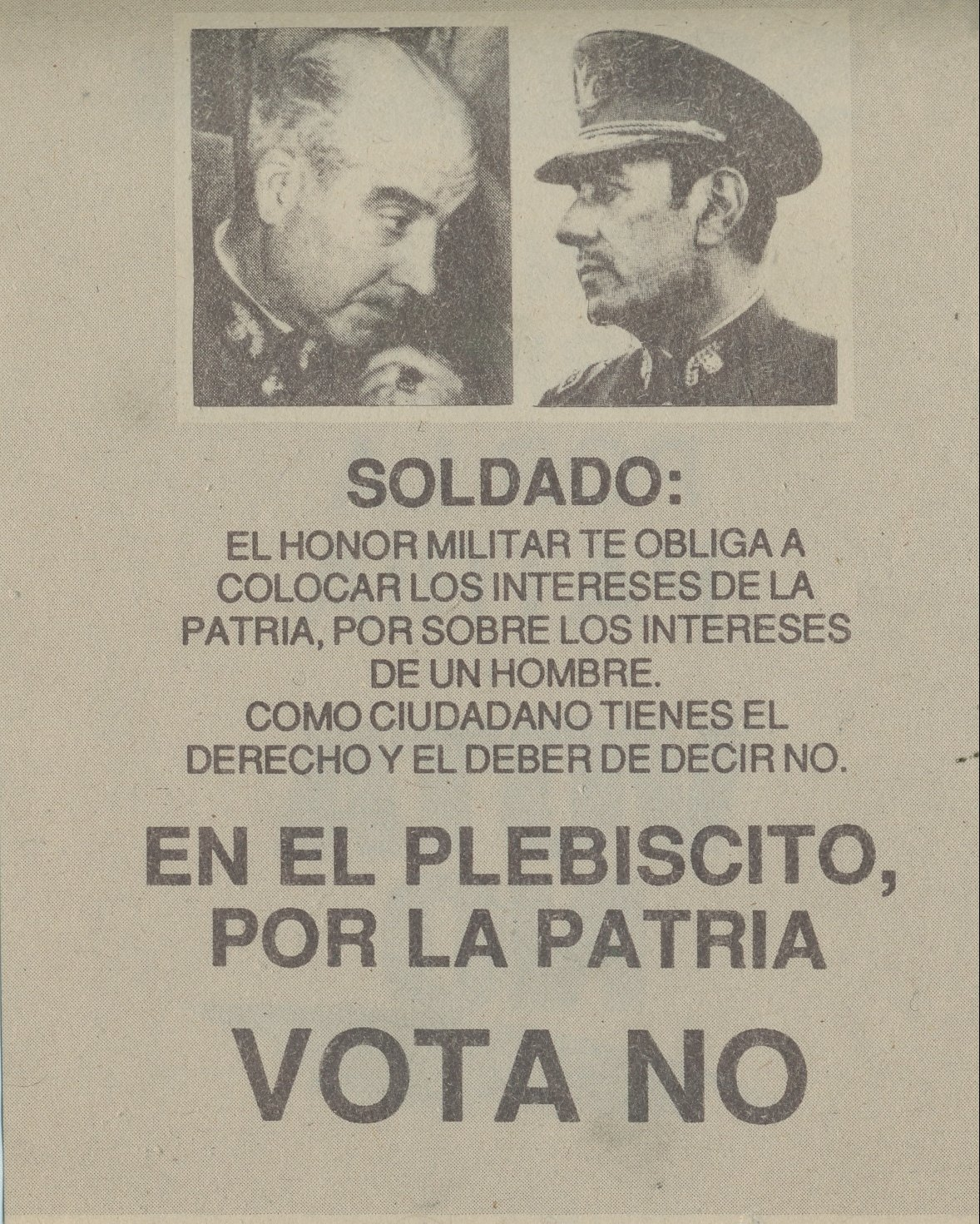
Wahlplakat der Kampagne gegen Pinochet bei der Volksabstimmung 1988. Links ist Schneider zu sehen, rechts Carlos Pratz, ein später ermordeter General.

General Schneider stand treu zur Verfassung. Seine Haltung, dass das Militär demokratisch gewählten Entscheidungsträgern untergeordnet ist, wurde als Schneider-Doktrin bekannt. Da in den chilenischen Präsidentschaftswahlen am 5. September keiner der Kandidaten die absolute Mehrheit erreichte, musste der Nationalkongress in einer Stichwahl über die Präsidentschaft entscheiden. In der Vergangenheit hatte der Kongress oftmals für die Kandidaten gestimmt, welche die relative Mehrheit erreichten, weshalb Salvador Allende gute Chancen eingeräumt wurden. In dieser Situation kündigte Schneider an, die Kandidaten vor Einflussnahmen zu schützen:
„Wir haben das Urteil der Wahlurnen akzeptiert. Wir erkennen zwei Kandidaten für die Präsidentschaft der Republik an, die die ersten beiden relativen Mehrheiten erhalten haben, nämlich Herrn Allende und Herrn Alessandri, und unterstützen sie in diesem Moment. Rechtlich gesehen ist es Sache des Nationalkongresses zu entscheiden, wer von den beiden der künftige Präsident Chiles sein wird, und wen auch immer sie dort wählen, wir müssen sie bis zur letzten Konsequenz unterstützen.“
Um Allendes Wahl zum Präsidenten zu verhindern, wurde in Washington eine Geheimoperation beschlossen. Sie sah vor, die Machtübernahme des Militärs zu provozieren und danach neue Wahlen anzusetzen, bei denen Eduardo Frei Montalva wieder kandidieren würde. Schneider sollte mithilfe ausgewählter Offiziere entführt und das Verbrechen der Linken angelastet werden. Im darauf zu erwartenden Aufruhr hätte das Militär die Macht übernommen. Doch der Plan misslang: Beim Entführungsversuch wehrte sich Schneider mit seiner Dienstpistole und wurde erschossen. Die Empörung in der Bevölkerung über den Angriff auf Schneider und die darin verdeutlichten Absichten der USA war einer der Gründe, die die Christdemokratische Partei dazu bewogen, Allende bei der Präsidentenwahl am 24. Oktober zu unterstützen. Schneider starb drei Tage nach dem Angriff im Krankenhaus, einen Tag nach der Wahl Salvador Allendes durch das chilenische Parlament.
Schneiders Nachfolger als Oberbefehlshaber, General Carlos Prats, musste kurz vor dem Putsch vom 11. September 1973 zurücktreten und kam im Jahr darauf bei einem Attentat in Buenos Aires ums Leben.
Salvador Allende hob in seiner letzten Rede am 11. September 1973 die Bedeutung Schneiders für die Streitkräfte hervor:
„Das Auslandskapital, der mit der Reaktion verbündete Imperialismus haben ein solches Klima geschaffen, dass die Streitkräfte mit ihren Traditionen brechen, mit den Traditionen, die ihnen von General Schneider gelehrt […] wurden.“

## Juristische Bewertung
Nach inzwischen freigegebenen Dokumenten des US-amerikanischen Geheimdienstes war Präsident Nixons Sicherheitsberater Henry Kissinger 1970 in die Entführung von General René Schneider verwickelt, die amerikanische Botschaft hat des Weiteren Waffen ohne Kennung zur Verfügung gestellt. Die zwei Söhne Schneiders reichten in den USA 2001 eine zivile Klage wegen Mordes gegen Kissinger ein und beriefen sich dabei auch auf die freigegebenen Dokumente. Die Klage wurde jedoch schlussendlich abgewiesen, da nach Ansicht des Gerichtes Kissinger als Sicherheitsberater des Präsidenten während dieser politische Immunität genießt.
Der Attentäter, General Valenzuela, wurde des Landes verwiesen. Ein Mittäter, Exgeneral Roberto Viaux (1917–2005), wurde zu 20 Jahren Haft verurteilt, von der späteren Militärregierung jedoch aus der Haft entlassen. Nach dem Anschlag boten US-Diplomaten den Attentätern an, das auf Schneider ausgesetzte Kopfgeld von 50.000 US-Dollar auszuzahlen.